# Herpetarium

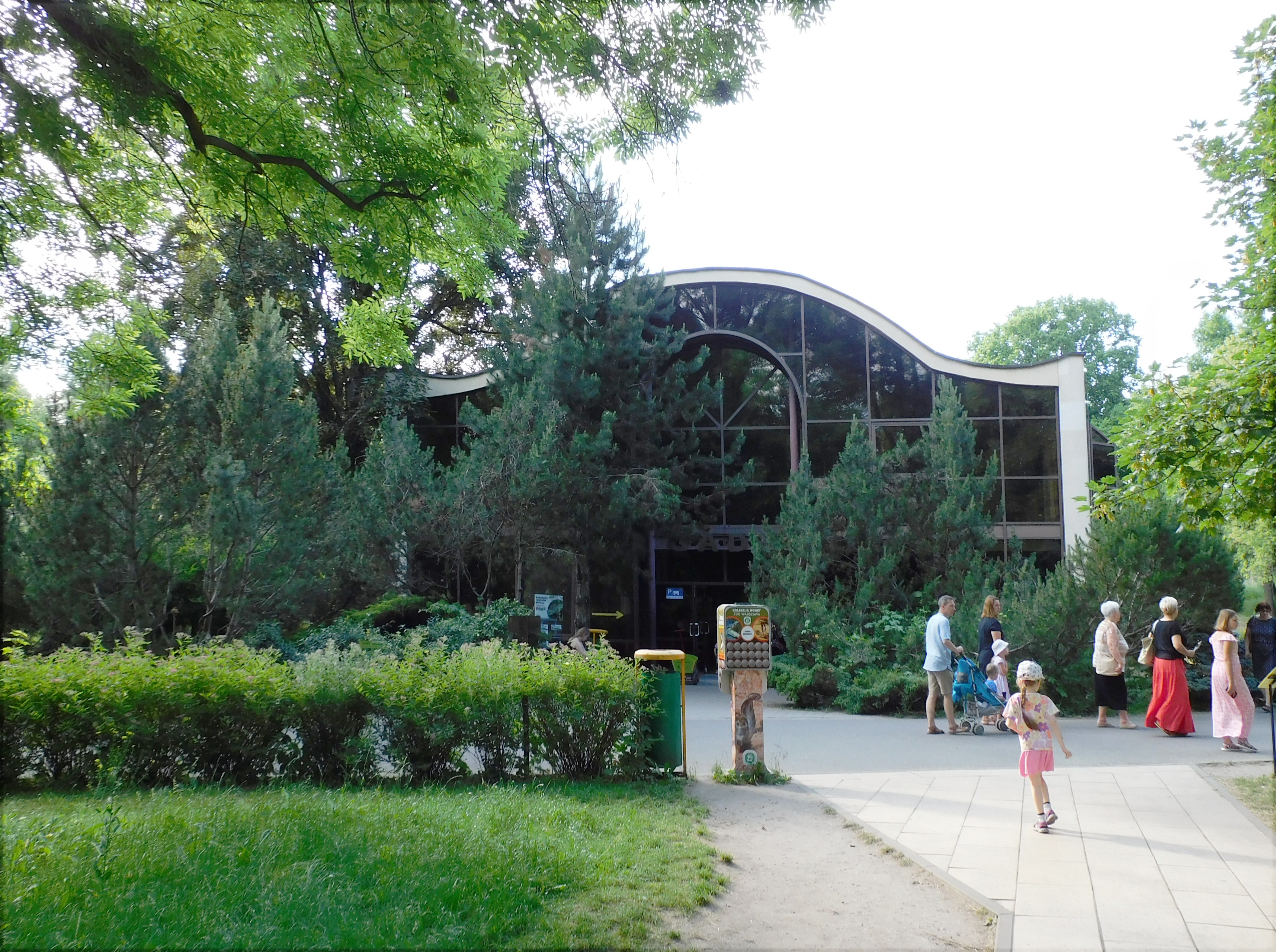
Herpetarium im Zoologischen Garten Warschau

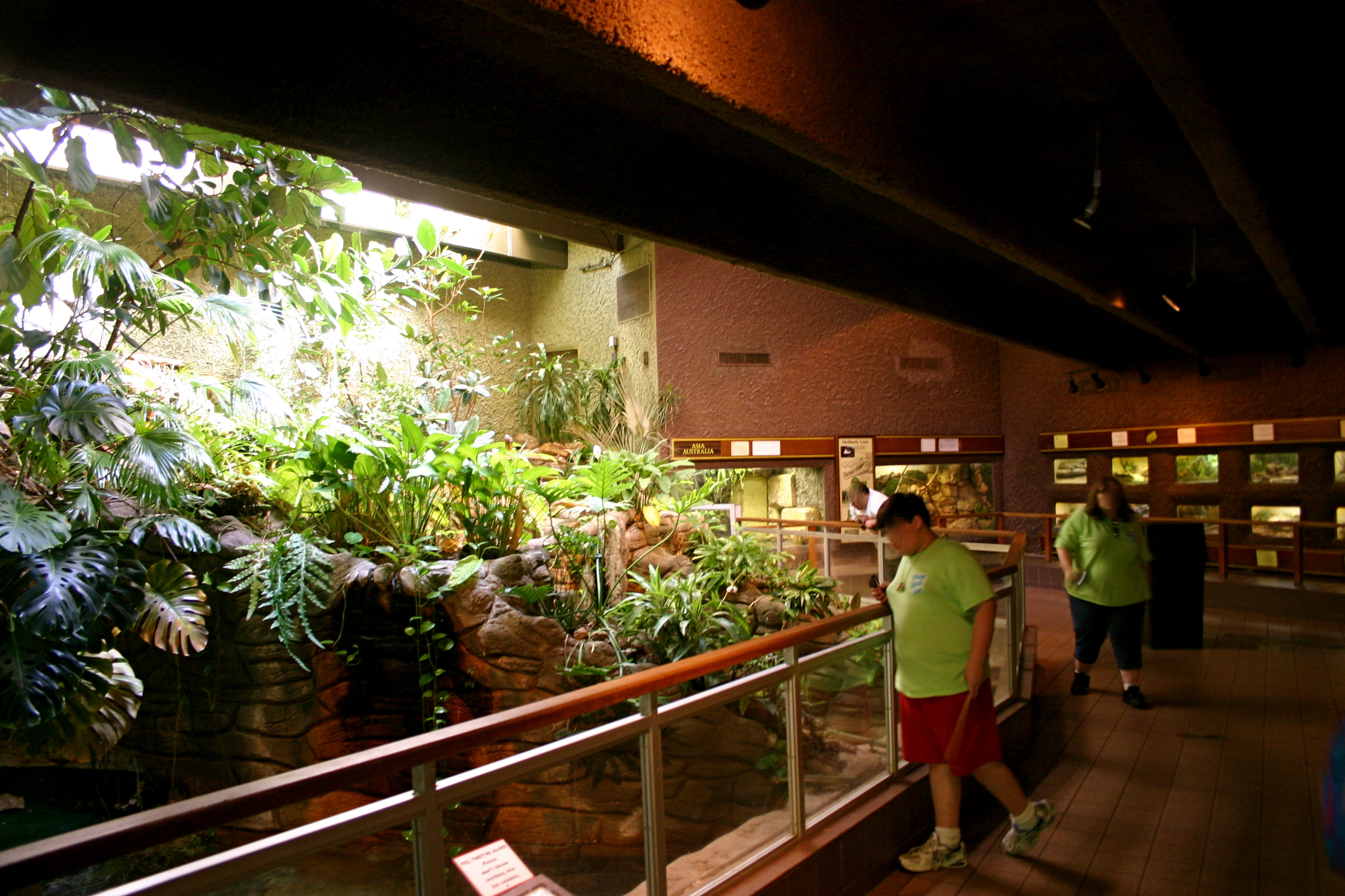
Innenansicht des Herpetariums im Memphis Zoo

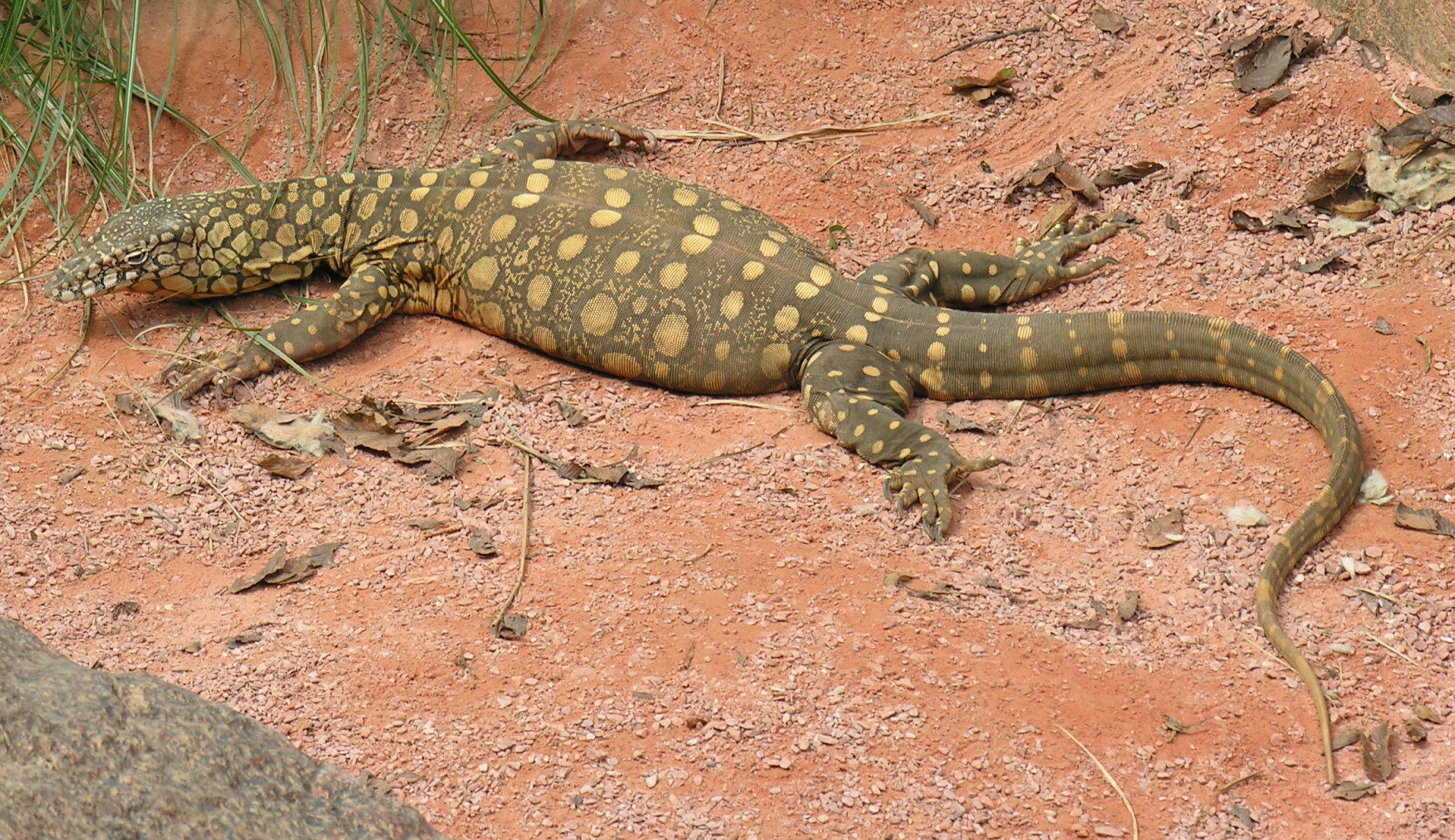
Riesenwaran im Herpetarium des Dallas Zoos

Ein Herpetarium ist eine zoologische Einrichtung, in der Reptilien und Amphibien gehalten werden, meist in einem speziellen Bereich eines größeren Zoos.
Neben einem Herpetarium gibt es weitere Einrichtungen, die sich mit Reptilien beschäftigen, namentlich ein „Reptilarium“ sowie das auf Schlangen spezialisierte „Serpentarium“ sowie im englischen Sprachgebrauch das Ophidiarium. Betriebe, die ausschließlich Giftschlangen halten, arbeiten meist als Schlangenfarm. Dort werden Schlangengifte gewonnen, die zu Arzneimitteln oder Antivenin weiterverarbeitet werden. Eine weitere spezielle Form der Reptilienhaltung sind Krokodilfarmen, von denen es zwei Versionen gibt, zum einen staatlich subventionierte Zuchtbetriebe, welche die Tiere züchten, um die Wildpopulationen aufzustocken, zum anderen private Unternehmen, die die Krokodilhaut sowie das Fleisch als Produkte vermarkten.

## Beispiele für Herpetarien
Herpetarien befinden sich in vielen Zoos, im Besonderen in den USA. Besonders vielfältig ist die Artenzahl im Herpetariun im Dallas Zoo, das 2024/25 aufwendig erweitert wurde sowie in den Herpetarien im Fort Worth Zoo und im St. Louis Zoo.

### Fort Worth Zoo
Das Herpetarium des Fort Worth Zoos wird als Museum of Living Art (Mola) bezeichnet. Dies zum einen, da es architektonisch eindrucksvoll und mit vielen Wandgemälden ausgestattet ist, zum anderen, da die mehr als 5000 dort ausgestellten Reptilien und Amphibien als lebendige, atmende Kunstwerke angesehen werden. Die 2800 Quadratmeter große Einrichtung mit Innen- und Außenbereich beherbergt mehr als 250 Amphibien- und Reptilienarten, die ca. 5700 Individuen repräsentieren. Den Tieren wurden überwiegend ihre natürlichen Lebensräume nachempfunden. Beispielsweise ist die Anlage für Komodowarane mit einer Sandbank ausgestattet, die sich ideal zum Graben von Löchern und Deponieren von Eiern eignet.

### St. Louis Zoo
Das Herpetarium im St. Louis Zoo ist in vier Klimazonen unterteilt: gebirgig, gemäßigt, tropisch und Wüste. Es zeigt Reptilien und Amphibien aus allen Kontinenten, von denen viele vom Aussterben bedroht sind.